# Heydon (Cambridgeshire)
Heydon è un villaggio e parrocchia civile dell'Inghilterra, appartenente alla contea del Cambridgeshire.